# Cesta
 Ovo je glavno značenje pojma Cesta. Za druga značenja pogledajte Cesta (razdvojba).
Cesta je svaka javna prometnica, ulice u naselju i nerazvrstane ceste na kojima se obavlja promet.
U Hrvatskoj razlikujemo sljedeće vrste cesta:
- javna cesta
- autocesta
- brza cesta
- cesta namijenjena isključivo za promet motornih vozila
- državna cesta
- županijska cesta
- lokalna cesta
- nerazvrstana cesta
- zemljana cesta

Pojmovi koji se vezuju uz cestu
- kolnik
- prometna traka
- biciklistička staza
- nogostup
- pješački prijelaz
- pješački otok
- raskrižje
- tramvajsko ili autobusno stajalište – dio površine ceste namijenjen zaustavljanju tramvaja, odnosno autobusa radi ulaska i izlaska putnika i koji je obilježen prometnim znakom.
- ŽCP – željezničko-cestovni prijelaz

Riječ cesta sadrži glas jat, pa je po starijem hrvatskom pravopisu oblika cěsta. To se se vidi u drugačijem odrazu jata u hrvatskim narječjima odnosno govorima, pa se tako u ikavskim govorima kaže cista. Najpoznatiji primjer su toponimi Cista Velika i Cista Provo.

## Vanjske poveznice
- ceste Hrvatska tehnička enciklopedija, portal hrvatske tehničke baštine. LZMK

- cestogradnja Hrvatska tehnička enciklopedija, portal hrvatske tehničke baštine. LZMK